# Criorhina arctophiloides
Criorhina arctophiloides är en tvåvingeart som först beskrevs av Giglio-tos 1892.  Criorhina arctophiloides ingår i släktet pälsblomflugor, och familjen blomflugor. Inga underarter finns listade i Catalogue of Life.